# Burgruine Kallmünz

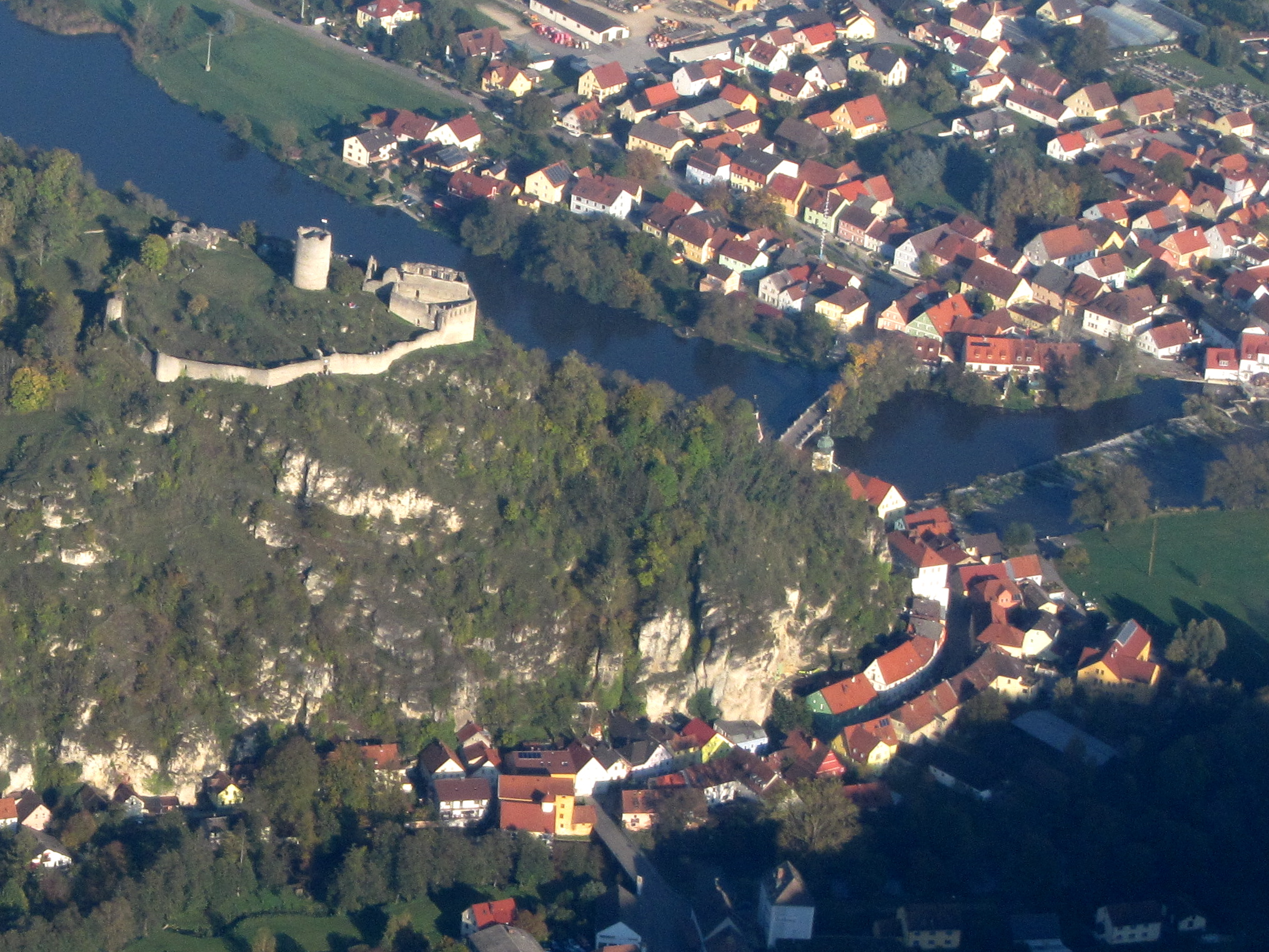
Burgruine aus der Luft

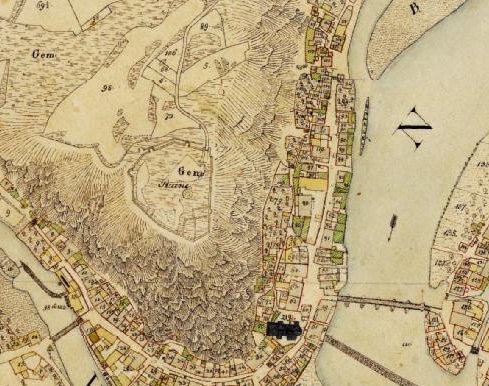
Lageplan der Burgruine Kallmünz auf dem Urkataster von Bayern

Die Burgruine Kallmünz ist die Ruine einer Höhenburg auf einem 433,2 m ü. NN hohen Bergsporn, dem Schlossberg, über dem Zusammenfluss von Vils und Naab über dem Markt Kallmünz im Oberpfälzer Landkreis Regensburg in Bayern. Die Anlage ist unter der Aktennummer D-3-75-156-56 als Baudenkmal verzeichnet. „Wallanlagen vor- und frühgeschichtlicher Zeitstellung, jungpaläolithische und mesolithische Freilandstationen, Höhensiedlungen der Jungsteinzeit, der Bronzezeit, der Urnenfelderzeit, der Hallstattzeit und der Frühlatènezeit, archäologische Befunde im Bereich der mittelalterlichen Burgruine Kallmünz“ werden zudem als Bodendenkmal unter der Aktennummer D-3-6837-0008 geführt.
Die Burg gehört zu den über 40 Burgen, die im Regensburger Land über die Burgensteige miteinander vernetzt sind.

## Geschichte
Die Ruine der Spornburg auf dem Schlossberg mit den Resten einer aus keltischer Zeit stammenden, ausgedehnten vorgeschichtlichen Anlage zeigt einen Abschnittswall aus dem frühen Mittelalter (um 900), den sogenannten Ungarnwall. Er schützte eine große Fluchtburg, die der Bevölkerung der Umgebung bei den Ungarneinfällen als Rückzugspunkt diente. Er wurde erstmals im Jahre 983 in einer Urkunde des Bischofs Wolfgang erwähnt.
Die strategisch günstig zwischen Naabtal und Vilstal am Kreuzungspunkt mehrerer Altstraßen gelegene Burg, deren Erbauer nicht endgültig klar sind, sicherte eine 1230 als „alt“ umschriebene Reichszollstätte ab. 1271 ist ein bayerischer Ministerialer namens Hugo von Kallmünz urkundlich feststellbar; im Hausvertrag von Pavia wurde die Burg 1329 erstmals als Besitz der Wittelsbacher genannt.
Die Burg wurde von Ludwig dem Bayern 1344 zunächst an Regensburg, später an Thüringen, dann an Hessen verpfändet. Wenige Jahre später gelangten wechselnde Zweige der Familie der Wittelsbacher (Pfalz, Oberbayern, Pfalz-Neuburg) wieder in den Besitz der Burg. 1358 durfte Pfalzgraf Ruprecht I. die Burg auslösen, 1361 ließ er dort Baumaßnahmen durchführen. Erst 1459 gelang es Herzog Albrecht III., Burg und Markt Kallmünz für Oberbayern zurückzugewinnen.
Während des Landshuter Erbfolgekriegs setzten pfälzische Truppen die Burg 1504 in Brand, sie wurde nach ihrem Wiederaufbau im Dreißigjährigen Krieg 1633 von den kaiserlichen Truppen geplündert, 1641 von schwedischen Truppen durch Brand endgültig zerstört und diente danach als Steinbruch. 1793 kam die Burg in das Eigentum der Gemeinde und wurde seit Ende des 19. Jahrhunderts wiederholt saniert.

## Baugeschichte und Anlage
Der aus der Zeit um 900 stammende sichelförmige Abschnittswall (Ungarnwall) schnitt den etwa drei Hektar großen Felssporn nach Norden ab.
Etwa tausend Meter vor der Spornspitze verläuft ein zweiphasiger äußerer Abschnittswall über den Hirmesberg, der aus der mittleren Bronzezeit um 1600 v. Chr. stammt. Etwa hundert Meter vor der mittelalterlichen Burganlage verlief ein ebenfalls mehrphasiger innerer Abschnittswall aus der Latènezeit um 500 v. Chr., der später mit dem Ungarnwall überbaut wurde.

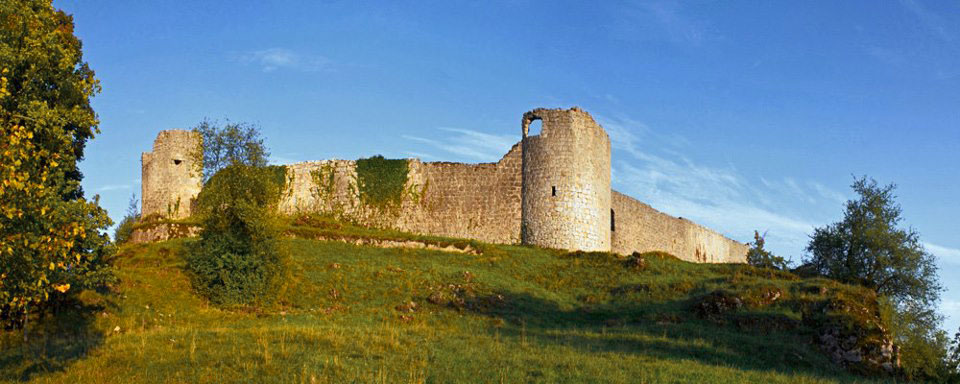
Westansicht des Berings mit Resten des Zwingers

Die Datierungen der älteren hochmittelalterlichen Burgbauten variieren von 1150 bis 1280. Die Kernburg befand sich am äußersten Ende des Vorgebirges, direkt über dem Steilabfall zur Naab und Vils.
Der romanische Bauschmuck des mehreckigen zweigeschossigen Palas mit gekuppelten Rundbogenfenstern, dreiteiligen Spitzbogenfenstern, zwei Rittersälen und nördlich angebauter Burgkapelle sowie der runde 20 Meter hohe Bergfried mit Hocheingang in 8 Meter Höhe, einem Durchmesser von 9,5 Metern und einer Mauerstärke von etwa 2,3 Metern aus Kalksteinquader-Mauerwerk weisen auf eine Bauzeit um 1170 bis 1180 hin. Spätere Aufstockungen und Überformungen weisen auf eine gotische Bauzeit hin.
Baumaßnahmen, die Pfalzgraf Ruprecht I. 1351 durchführen ließ, bezogen sich vermutlich auf die 1,2 Meter starke Ringmauer mit ihren halbrunden Türmen. Der spätgotische Zwinger mit Torhaus wird ins 15. Jahrhundert datiert. Der Aufstieg zum Hocheingang des Bergfrieds wurde 1671 erneuert und 1900 erhielt der Bergfried eine neue Außenschale, wobei auch das Burgtor mit einem Spitzbogen versehen wurde.
Die Burganlage zeigt heute den gut erhaltenen Bergfried, der in den Sommermonaten an Sonn- und Feiertagen während der Öffnungszeiten des Burgcafés unter der Burg bestiegen werden kann. Die Burganlage besteht ferner aus den mächtigen Mauern des Palas und umfangreichen Mauerresten sowie einem Rest der Burgkapelle. Der Burgplatz ist ein Bodendenkmal.

## Aktuelles
Im Herbst 2010 gab es Pläne zur verstärkten touristischen Nutzung: Neben der Befestigung des Zufahrtsweges für Shuttlebusse, Taxis und Rettungsfahrzeuge war die Errichtung einer Bühne mit Tribüne in Gabionenausführung im Burggelände und einer Bühne mit Tribüne in Gitter- oder Lochblechausführung im östlichen Palasraum angedacht. Daneben sollten ein 10 × 10 Meter großes Funktionsgebäude aus Holz, ein Kinderspielplatz sowie befestigte Grill- und Feuerplätze errichtet werden. Die Pläne waren jedoch nicht unumstritten und hätten den Charakter der Burg stark verändert. Das Bürgerbegehren Finger weg von der Burg!, in der Presse bereits als „Burg 21“ bezeichnet, sammelte innerhalb von nur 12 Tagen anstelle der notwendigen 231 Stimmen 570 gültige Unterschriften (das heißt rund 25 % der Abstimmungsberechtigten). Daraufhin schlossen sich der Bürgermeister und der Gemeinderat einstimmig dem Votum der Bürger an. Damit ist das Thema nun für ein Jahr auf Eis gelegt. Die Zwischenzeit kann für alternative Planungen genutzt werden.
Bei einer Bürgerversammlung Ende Februar 2013 wurden neue Planungen vorgelegt, die den Schlossberg, den Weg zur Burg und die Burg selbst betreffen.
Der Weg zur Burg sollte nach dieser Planung komplett aufgefräst und neu belegt werden. Das hätte eine Zerstörung eines Jahrtausende alten Bodendenkmals zur Folge.
In der Folge gründete sich der Bergverein Kallmünz neu mit dem Ziel, diese Planung zu modifizieren. Die erste Gründung des Vereins war im Jahr 1885.